# Entalinidae
Entalinidae is een familie van weekdieren uit de klasse Scaphopoda (stoottanden).

## Geslachten
- Bathoxiphus Pilsbry & Sharp, 1897
- Costentalina Chistikov, 1982
- Entalina Monterosato, 1872
- Entalinopsis Habe, 1957
- Heteroschismoides Ludbrook, 1960
- Pertusiconcha Chistikov, 1982
- Rhomboxiphus Chistikov, 1983
- Solenoxiphus Chistikov, 1983
- Spadentalina Habe, 1963